# شانگهای (ویرجینیای غربی)
شانگهای (به انگلیسی: Shanghai) یک منطقهٔ مسکونی در ایالات متحده آمریکا است که در شهرستان برکلی، ویرجینیای غربی واقع شده‌است.